# علي قانصوه
علي قانصوه، سياسي لبناني ووزير في حكومة الرئيس نجيب ميقاتي.

## ولادته
ولد علي خليل قانصوه في بلدة الدوير في قضاء النبطية في العام 1948.

## دراسته وعمله
- تخرج من كلية التربية في الجامعة اللبنانية في العام 1973 .
- مارس التعليم الثانوي بين العامين 1973 و1996.
- شارك في تأليف العديد من الكتب المدرسية للمرحلتين المتوسطة والثانوية.

## أسرته
متأهل من صباح قانصوه ولهما ثلاثة أولاد هم: واجب وميسلون وفادي

## في الوزارة
- عُيّن وزيرا للعمل في حكومة الرئيس رفيق الحريري في العام 2000 .
- عُيّن وزير دولة في حكومة الرئيس فؤاد السنيورة في العام 2008 .
- أُعيد تعيينه وزيرا للدولة في حكومة الرئيس نجيب ميقاتي في العام 2011.

## وفاته
توفي يوم الأربعاء 4 تموز (يوليو) 2018 بعد معاناة مع المرض.